# Grand Rapids Hoops
Los Grand Rapids Hoops fueron un equipo de baloncesto estadounidense con sede en la ciudad de Grand Rapids, Míchigan, fundado en 1989, que disputó 15 ediciones de la CBA, y una temporada en la efímera IBL, en 2001.

## Palmarés
- CBA
  - Subampeón (2): 1993, 2003

- IBL
  - Subampeón (1): 2001

## Trayectoria
| Temporada | Liga | Denominación         | P  | G  | P  | %    | Puesto    | Último adversario |
| --------- | ---- | -------------------- | -- | -- | -- | ---- | --------- | ----------------- |
| 1989-90   | CBA  | Grand Rapids Hoops   | 59 | 27 | 32 | .458 | 10º       |                   |
| 1990-91   | CBA  | Grand Rapids Hoops   | 61 | 27 | 34 | .443 | 8º        |                   |
| 1991-92   | CBA  | Grand Rapids Hoops   | 60 | 29 | 31 | .483 | 7º        |                   |
| 1992-93   | CBA  | Grand Rapids Hoops   | 72 | 43 | 29 | .597 | Finalista | Omaha Racers      |
| 1993-94   | CBA  | Grand Rapids Hoops   | 59 | 38 | 21 | .644 | 5º        |                   |
| 1994-95   | CBA  | Grand Rapids Mackers | 59 | 30 | 29 | .508 | 11º       |                   |
| 1995-96   | CBA  | Grand Rapids Mackers | 60 | 34 | 26 | .567 | 7º        |                   |
| 1996-97   | CBA  | Grand Rapids Hoops   | 66 | 37 | 29 | .561 | 3º        |                   |
| 1997-98   | CBA  | Grand Rapids Hoops   | 56 | 21 | 35 | .375 | 9º        |                   |
| 1998-99   | CBA  | Grand Rapids Hoops   | 65 | 31 | 34 | .477 | 4º        |                   |
| 1999-00   | CBA  | Grand Rapids Hoops   | 57 | 29 | 28 | .509 | 6º        |                   |
| 2000-01   | CBA  | Grand Rapids Hoops   | 25 | 15 | 10 | .600 | 3º        |                   |
| 2001      | IBL  | Grand Rapids Hoops   | 35 | 20 | 15 | .571 | Finalista |                   |
| 2001-02   | CBA  | Grand Rapids Hoops   | 56 | 30 | 26 | .536 | 5º        |                   |
| 2002-03   | CBA  | Grand Rapids Hoops   | 55 | 27 | 28 | .491 | Finalista | Yakima Sun Kings  |

### Números retirados
- 44  Mark Hughes Entrenador del equipo entre 1997 y 2002 es el entrenador con más victorias en la historia del equipo con más del equipo además de ser galardona en cuatro ocasiones como Entrensdor del mes.[1]